# Meteorium pseudoteres
Meteorium pseudoteres är en bladmossart som beskrevs av William Russell Buck 1998. Meteorium pseudoteres ingår i släktet Meteorium och familjen Meteoriaceae. Inga underarter finns listade i Catalogue of Life.